# 황윤기
황윤기(黃潤錤, 1935년 3월 3일~)는 대한민국의 정치인이다. 제13·14대 국회의원을 지냈다. 자(字)는 범산(凡山)이며 호(號)는 중암(中菴)이다.

## 학력
- 건천초등학교 졸업
- 경북중학교 졸업
- 경북고등학교 졸업
- 고려대학교 법과대학 법학과 학사
- 연세대학교 행정대학원 행정학 석사

## 경력
- 전라북도 군산시장
- 경상북도 안동시장
- 경상북도 경주시장
- 경상북도 포항시장
- 산림청 임정국장
- 민주정의당 대구 경상북도 사무국장
- 국회 내무위 간사
- 정치개혁 입법협상 6인 위원
- 신한국당 지방자치위원장
- 학교법인 만송교육재단 이사장
- 자유민주연합 경주시 갑지구당 위원장
- 한나라당 지방자치위원장

## 역대 선거 결과
|  | 56.84% |

|  | 48.08% |

|  | 31.79% |